# Mac Wilkins
Mac Maurice Wilkins (ur. 15 listopada 1950 w Eugene) – amerykański lekkoatleta, dyskobol. Dwukrotny medalista olimpijski.

## Przebieg kariery
Największe sukcesy odniósł w rzucie dyskiem, ale startował również w pchnięciu kulą, rzucie młotem i rzucie oszczepem.
15 kwietnia 1976 w Walnut ustanowił rekord świata rzutem na odległość 69,18 m. 1 maja tego roku w San Jose jako pierwszy człowiek rzucił dyskiem ponad 70 m. Podczas tych zawodów trzykrotnie poprawiał rekord świata, rzucając kolejno 69,80 m, 70,24 m i 70,86 m.
Na igrzyskach olimpijskich w 1976 w Montrealu był faworytem i nie zawiódł zwyciężając wynikiem 67,50 m (wcześniej w eliminacjach ustanowił rekord olimpijski 68,28 m). Zdobył również złoty medal na igrzyskach panamerykańskich w 1979 w San Juan.
W 1980 USA zbojkotowały igrzyska olimpijskie w Moskwie i na swojej kolejnej olimpiadzie Wilkins mógł wystartować dopiero w Los Angeles w 1984. Zajął drugie miejsce, pokonał go Niemiec Rolf Danneberg. Wcześniej na mistrzostwach świata w 1983 w Helsinkach zajął dopiero 10. miejsce. Na igrzyskach olimpijskich w 1988 w Seulu Wilkins zajął 5. miejsce.
Był mistrzem Stanów Zjednoczonych w rzucie dyskiem w 1973, 1976-1980 i 1988.

## Rekordy życiowe
źródło:
- pchnięcie kulą – 21,06 m (1977)
- rzut dyskiem – 70,98 m (1980)
- rzut młotem – 63,65 m (1977)
- rzut oszczepem – 78,43 m (1970)